# FC Lorient
Az FC Lorient egy francia labdarúgóklub Lorient városában, Bretagne régióban, a csapat jelenleg a Ligue 1-ben szerepel.

## Sikerek
- Ligue 2 (2. osztály): 2019–20
- Championnat National (3. osztály): 1994–95
- Coupe de France: 2001–02

## Keret
- Frissítve: 2023. január 31.[2]

### Jelenlegi keret
| #  |     | Poszt | Név                                          |
| -- | --- | ----- | -------------------------------------------- |
| 1  | ITA | K     | Vito Mannone                                 |
| 2  | BRA | V     | Igor Silva                                   |
| 3  | TUN | V     | Montassar Talbi                              |
| 6  | FRA | KP    | Laurent Abergel ()                           |
| 7  | CIV | CS    | Stéphane Diarra                              |
| 8  | NGA | KP    | Bonke Innocent                               |
| 9  | MLI | CS    | Ibrahima Koné                                |
| 10 | FRA | KP    | Enzo Le Fée                                  |
| 11 | SEN | CS    | Bamba Dieng                                  |
| 12 | CMR | V     | Darlin Yongwa                                |
| 14 | FRA | KP    | Romain Faivre (kölcsönben a Lyon csapatától) |
| 15 | FRA | V     | Julien Laporte                               |
| 17 | FRA | KP    | Jean-Victor Makengo                          |

| #  |     | Poszt | Név                                                      |
| -- | --- | ----- | -------------------------------------------------------- |
| 18 | CIV | KP    | Bamo Meïté                                               |
| 21 | FRA | V     | Julien Ponceau                                           |
| 22 | FRA | CS    | Yoann Cathline                                           |
| 23 | GER | K     | Julian Pollersbeck (kölcsönben a Lyon csapatától)        |
| 24 | COD | V     | Gédéon Kalulu                                            |
| 25 | FRA | V     | Vincent Le Goff                                          |
| 29 | FRA | CS    | Siriné Doucouré                                          |
| 37 | FRA | V     | Théo Le Bris                                             |
| 38 | SUI | K     | Yvon Mvogo                                               |
| 44 | FRA | CS    | Ayman Kari (kölcsönben a Paris Saint-Germain csapatától) |
| 70 | FRA | KP    | Adil Aouchiche                                           |
| 77 | FRA | K     | Teddy Bartouche                                          |

### Kölcsönben
| # |     | Poszt | Név                                         |
| - | --- | ----- | ------------------------------------------- |
|   | GER | V     | Moritz Jenz (a Schalke 04 csapatánál)       |
|   | FRA | V     | Loris Mouyokolo (a Rodez csapatánál)        |
|   | FRA | V     | Samuel Loric (az Quevilly-Rouen csapatánál) |
|   | FRA | KP    | Brendan Lebas (a Borgo csapatánál)          |
|   | FRA | KP    | Quentin Boisgard (a Pau FC csapatánál)      |
|   | NOR | KP    | Joel Mvuka (a FK Bodø/Glimt csapatánál)     |

| # |     | Poszt | Név                                         |
| - | --- | ----- | ------------------------------------------- |
|   | AUT | CS    | Adrian Grbić (a Valenciennes FC csapatánál) |
|   | NGA | CS    | Taofeek Ismaheel (a Beveren csapatánál)     |
|   | FRA | CS    | Pablo Pagis (a Nîmes csapatánál)            |
|   | SEN | CS    | Sambou Soumano (a Rodez csapatánál)         |
|   | NGA | CS    | Terem Moffi (a Nice csapatánál)             |